# Liacarus rotundatus
Liacarus rotundatus är en kvalsterart som beskrevs av Mihelcic 1954. Liacarus rotundatus ingår i släktet Liacarus och familjen Liacaridae. Inga underarter finns listade i Catalogue of Life.